# Vêtement d'alpinisme
 (décembre 2013).
Si vous disposez d'ouvrages ou d'articles de référence ou si vous connaissez des sites web de qualité traitant du thème abordé ici, merci de compléter l'article en donnant les références utiles à sa vérifiabilité et en les liant à la section « Notes et références ».
Un vêtement d'alpinisme est un vêtement adapté à la pratique de l'alpinisme, en particulier aux conditions extrêmes. Les plus récents cumulent légèreté, imperméabilité, respirabilité, solidité, isolation thermique.

## Histoire
Les bergers, chasseurs et cristalliers, premiers à fréquenter la haute montagne avant les alpinistes, ainsi que les premiers alpinistes à l'époque de la première ascension du Mont Blanc, ont utilisé des textiles, voire des vêtements disponibles à leur époque (laine, coton, cuir, peau ou feutre), et qui n'étaient pas conçus spécialement pour l'alpinisme. Aussi, des qualités antagonistes pour les tissus disponibles à l'époque, telle que respirabilité et imperméabilité, étaient impossibles à obtenir pour un même vêtement. De même, l'isolation thermique s'opposait à la légèreté. Les premiers alpinistes trouvaient des compromis avec plusieurs couches de vêtements, les couches d'air intercalées participant à l'isolation thermique, mais résultat à médiocre performance pour un poids important et une souplesse laissant à désirer. Vers le début du XXe siècle, les femmes pratiquent l'alpinisme en jupe boutonnée avec une « culotte » en dessous.
Depuis 1980 environ surtout, l'apparition de divers textiles techniques a révolutionné le vêtement et la pratique de l'alpinisme. Vers cette époque également sont apparues les premières chaussures d'alpinisme à coques plastiques, extension du marché des chaussures de ski à base de matière plastique.

## Tissus
En 1980 est apparue la première membrane à la fois respirante, imperméable et légère : le Gore-Tex. Plusieurs autres membranes sont apparues ensuite, comme le MP+. Toutes ces membranes possèdent à la fois un indice d'imperméabilité élevé exprimé en Schmerber, et une bonne respirabilité correspondant à une faible résistance évaporative thermique exprimée en m2.Pa/W. Les principes de fonctionnement sont divers. Le Gore-Tex est une membrane poreuse en téflon dont les pores ont un diamètre typique de 200 nm qui laisse passer les molécules d'eau de la vapeur plus petites, mais pas les gouttes d'eau liquides plus grandes. Le MP+ contient des groupements chimiques qui ont une affinité pour les molécules d'eau qui, sous la pression de vapeur d'eau  à l'intérieur du vêtement et la température qui y est également plus élevée, migrent progressivement dans la membrane puis finalement vers son extérieur.

## Chaussures
Des innovations ont vu le jour :
- les semelles Vibram
- la chaussures à coques plastique
- le Chausson d'escalade

## Fabricants et marques
- Arc'teryx
- Berghaus
- Black Diamond Equipment
- Eider
- Lafuma
- Mammut
- Meindl
- Millet
- Odlo
- Patagonia
- Quechua
- The North Face
- Vaude